# Візен (Бургенланд)
Візен (нім. Wiesen) — ярмаркова громада округу Маттерсбург у землі Бургенланд, Австрія.
Візен лежить на висоті  309 м над рівнем моря і займає площу  18,9 км². Громада налічує 2770 мешканців. 
Густота населення 147/км².  
|                                |
| Візен на мапі округу та землі. |

 Адреса управління громади:  7203 Wiesen (Burgenland). 

## Демографія
Історична динаміка населення міста за даними сайту Statistik Austria

## Виноски
1. ↑  Dauersiedlungsraum der Gemeinden Politischen Bezirke und Bundesländer - Gebietsstand 1.1.2018 — Статистичне управління Австрії.
2. ↑  Einwohnerzahl 1.1.2018 nach Gemeinden mit Status, Gebietsstand 1.1.2018 — Статистичне управління Австрії.
3. ↑  www.wiesen.eu. Архів оригіналу за 5 січня 2014. Процитовано 2 листопада 2013.
4. ↑  Gemeindedaten von Wiesen (Burgenland). Архів оригіналу за 12 січня 2016. Процитовано 2 листопада 2013.

| Австрія | Це незавершена стаття з географії Австрії. Ви можете допомогти проєкту, виправивши або дописавши її. |